# Valle de Chalco de Solidaridad
Valle de Chalco, officiellement nommée Valle de Chalco Solidaridad, est une municipalité située dans l'État de Mexico, au Mexique, sur la périphérie orientale de la zone métropolitaine de Mexico. Anciennement partie de la municipalité de Chalco, elle a été divisée en 1994 créant deux entités distinctes, durant la présidence de Salinas de Gortari, en vertu de son Programa Nacional de Solidaridad (Programme National de Solidarité). La municipalité se trouve sur l'ancien lit du lac de Chalco, qui était essentiellement drainé au XIXe siècle. La région officielle de la ville est Xico, dont une zone haute formant autrefois une île, et il reste une petite colline dans une zone urbaine étendue et monotone. Le nom de « Chalco » se réfère à la tribu Chalca, dont le territoire couvrait la zone autour du lac, avant la conquête espagnole du Mexique.
Elle couvre une superficie de 46,53 km2 et compte 396 157 habitants en 2015.
En 2006, Chalco inclut une partie du plus grand méga-bidonville du monde, avec Nezahualcoyotl et Ixtapaluca.
En 1410, le territoire était une confédération, divisé en quatre domaines semi-souverains. Au début du XIVe siècle, les Aztèques mexicains installés en territoire voisin ont commencé à construire la ville de Tenochitlan, maintenant la ville de Mexico. Au fil du temps, la population s'est engagée dans un certain nombre de rituels guerriers, connus comme Xōchiyaoyōtl ou Fleur de Guerres. Lors de la conquête espagnole des Aztèques, les Chalca se sont alliés avec Hernán Cortés et ses troupes.

## Démographie actuelle
Durant les décennies 1980 et 1990, Valle de Chalco s'est considérablement développée dans sa population ; en 1995, la ville comptait 287 073 résidents. La croissance a ralenti depuis lors, comme le montrent les terrains non bâtis devenant de moins en moins disponibles ; en 2005, on comptait 332 279 résidents. Le recensement de 2010 comptait 357 645 habitants.

### Villes et villages
Les localités (villes et villages) sont les suivantes :
| Nom                                     | Recensement (2010) |
| --------------------------------------- | ------------------ |
| Xico                                    | 356,352            |
| Colonia Ampliación (San Miguel Tláhuac) | 742                |
| Santa Cruz                              | 228                |
| El Triángulo                            | 203                |
| Comalchica                              | 109                |
| Ejido Tulyehualco (Tabla Número Nueve)  | 8                  |
| El Invernadero                          | 3                  |
| Las Bombas                              | 0                  |
| Total de la population                  | 357,645            |